# Sábado a la noche, cine
Sábado a la noche, cine es una película en blanco y negro de Argentina dirigida por Fernando Ayala sobre su propio guion escrito en colaboración con Rodolfo Manuel Taboada según argumento de David Viñas y Fernando Ayala que se estrenó el 29 de septiembre de 1960 y que tuvo como protagonistas a Gilda Lousek, Luis Tasca, Aída Luz y Domingo Alzugaray. Incluye fragmentos de los filmes El día que me quieras de John Reinhardt y de Carlitos presidiario de Charles Chaplin en tanto Mirtha Legrand y Duilio Marzio aparecen en una película dentro de la película.

## Sinopsis
Las actitudes de distintas personas ante el hecho de ir al cine.

## Reparto
Colaboraron en la película los siguientes intérpretes:
- Gilda Lousek
- Luis Tasca
- Aída Luz
- Domingo Alzugaray
- Odete Lara
- Héctor Rivera
- Rodolfo Salerno
- Chela Ruiz
- María Luisa Robledo
- Emilio Comte
- Esmeralda Berard
- Emilio Guevara
- José de Ángelis
- María Esther Podestá
- Julián Pérez Ávila
- Irene Ortiveros
- Horacio Pini
- Beatriz Barbieri
- Raúl Florido
- Ángel Cárdenas
- Guillermo Brizuela Méndez
- Mirtha Legrand
- Duilio Marzio
- María Esther Corán
- Mario Savino
- Rafael Diserio

## Comentarios
Clarín dijo:

”Trabajosa ejecución de una obra original. Caminos poco explorados. Equilibrio y dignidad. Debilidades del libro. Dominio artesanal. Sutilezas no captadas”

Para la crónica de La Razón el filme es:

”Una comedia benevolente de rasgos costumbristas. El libreto es blando y sentimental, la dirección homogénea y tiene hallazgos casi documentales.”

King escribió:

”Un film que entretiene. Se lo puede ver con la seguridad de encontrar algo más que la simple distracción.”